# Ron Mael
Ronald David „Ron“ Mael (* 12. srpna 1945) je americký hudebník, textař, skladatel a hudební producent.
Jeho hudební kariéra trvá více než 50 let. Se svým mladším bratrem Russellem založil v roce 1971 popovou skupinu Sparks, když přejmenovali svou původní skupinu Halfnelson.

## Mládí
Ronald David Mael se narodil 12. srpna 1945 v Culver City, Kalifornie. Spolu s bratrem vyrůstal v Pacific Palisades, poměrně bohatém předměstí Los Angeles. Jejich otec, Meyere Mael, měl židovské předky původem z Ruska a Rakousko-Uherska, byl grafickým návrhářem a karikaturistou v Hollywood Citizen-News, a matka Miriam (za svobodna Moskowitz) byla knihovnicí. Po skončení studia na střední škole v Palisades pokračovali oba bratři na Kalifornské univerzitě v Los Angeles; Ron začal v roce 1963 studovat filmové a grafické umění, zatímco Russell studoval v letech 1966–1968 divadelní umění a filmovou tvorbu.

## Sparks
Ron Mael hraje na klávesové nástroje a syntezátory a napsal většinu skladeb pro skupinu Sparks. Když skupina v 70. letech dosáhla vrcholu své popularity, byl známý pro svůj divný vzhled a strnulý postoj za svým nástrojem, což bylo v ostrém kontrastu s animovanými a hyperaktivními šaškárnami frontmana Russella. Ronovo konzervativní oblečení vyšlé z módy a knírek ve stylu Charlie Chaplina přitahovalo mnohem více pozornosti publika, než jeho současný tenký knírek.
Bratři Maelové si zahráli sami sebe v katastrofickém filmu z roku 1977 Rollercoaster. Objevili se také v epizodě dvacet dva šesté řady seriálu Gilmorova děvčata.
V roce 2015 spolupracovali Sparks se skotskou rockovou skupinou Franz Ferdinand pod identitou FFS. Jedna z prvních skladeb dostala název "Collaborations Don't Work" (Spolupráce nefungují).

## Diskografie
Sparks
| Rok  | Album                              |
| ---- | ---------------------------------- |
| 1971 | Halfnelson                         |
| 1973 | A Woofer in Tweeter's Clothing     |
| 1974 | Kimono My House                    |
| 1974 | Propaganda                         |
| 1975 | Indiscreet                         |
| 1976 | Big Beat                           |
| 1977 | Introducing Sparks                 |
| 1979 | No. 1 in Heaven                    |
| 1980 | Terminal Jive                      |
| 1981 | Whomp That Sucker                  |
| 1982 | Angst in My Pants                  |
| 1983 | In Outer Space                     |
| 1984 | Pulling Rabbits Out of a Hat       |
| 1986 | Music That You Can Dance To        |
| 1988 | Interior Design                    |
| 1994 | Gratuitous Sax & Senseless Violins |
| 1997 | Plagiarism                         |
| 2000 | Balls                              |
| 2002 | Lil' Beethoven                     |
| 2006 | Hello Young Lovers                 |
| 2009 | Exotic Creatures of the Deep       |

FFS
| Rok  | Album |
| ---- | ----- |
| 2015 | FFS   |